# GR11-E9
O GR11-E9 é um dos Trilhos Europeus de Grande Rota, que atravessa a Europa desde o Cabo de São Vicente, em Portugal até São Petersburgo, na Rússia, ao longo do litoral ocidental da Europa.
Pontos de passagem:
- Cabo de São Vicente[1]
- Lisboa
- Valença[1]
- Santiago de Compostela
- Corunha

## Portugal

### Concelho de Almada
Inicia-se, tanto em Trafaria como em Porto Brandão. Trafaria, começa junto da estação fluvial da Transtejo. Atravessa a vila pelas ruas características de povoação piscatória e sobe até ao Forte da Raposeira, mais conhecido por Canhões da Trafaria. Já na Paisagem Protegida da Arriba Fóssil da Costa da Caparica, as ruínas do Forte da Alpena e do Ondaparque são parte da Rota.[carece de fontes?]
Porto Brandão, inicia junto da estação fluvial da Transtejo. Passa por Fonte Santa, Torre da Caparica, Costas de Cão, Pera de Cima, Pera do Meio e Pera de Baixo. Em Pera de Baixo, unem-se os trilhos de Trafaria e Porto Brandão. Segue-se para Quinta da Caneira da Romeira de Cima e Caparica.
Em Caparica, junto do Convento dos Capuchos, pode-se obter informação sobre a GR11-E9 que levará até Fonte da Telha, através da Paisagem Protegida da Arriba Fóssil da Costa da Caparica e Mata Nacional dos Medos.

### Concelho de Sesimbra:
Começa em Fonte da Telha, seguindo até a Apostiça, Lagoa de Albufeira, Aldeia do Meco, Serra da Azóia, Aldeia Nova de Azóia, Palames, Assenta, Corredoura, Santana, Pocinho da Maçã, Calhariz e Parral.